# Urocitellus canus
Urocitellus canus es una especie de roedor de la familia Sciuridae.

## Distribución geográfica
Se encuentran en los estados de California, Idaho, Nevada y Oregón, en los Estados Unidos. 